# Bicing
Bicing je systém sdílení kol v Barceloně fungující od března 2007. Jedná se o službu podobnou těm v jiných velkých městech (například Vélo'v v Lyonu a Vélib' v Paříži), jejímž cílem je umožnit cestovat občanům na krátké a střední každodenní cesty formou udržitelné dopravy, bez produkce smogu, bez dopravních zácp a nadměrného silničního hluku.

## Fungování
V současnosti se systém skládá z více než 400 stanovišť s patnácti až třiceti parkovacími místy a více než 3000 jízdních kol. Stanoviště jsou od sebe vzdáleny zhruba 300-400 metrů a řada z nich je u zastávek veřejné dopravy, což usnadňuje kombinované dojíždění. Ze stanic místního metra vedou ke stanovištím Bicingu šipky.
Uživatelé Bicingu jsou vybaveni RFID kartou (za kterou platí 30 € ročně), kterou mohou na stanovišti kolo odemknout. V roce 2019 bylo prvních 30 minut použití zdarma, další tři půlhodiny stály každá 0,5 €. Výpůjčka delší než dvě hodiny už stála 5 € za každou hodinu a navíc může být pro opakování takových výpůjček uživatel ze systémů vyloučen.

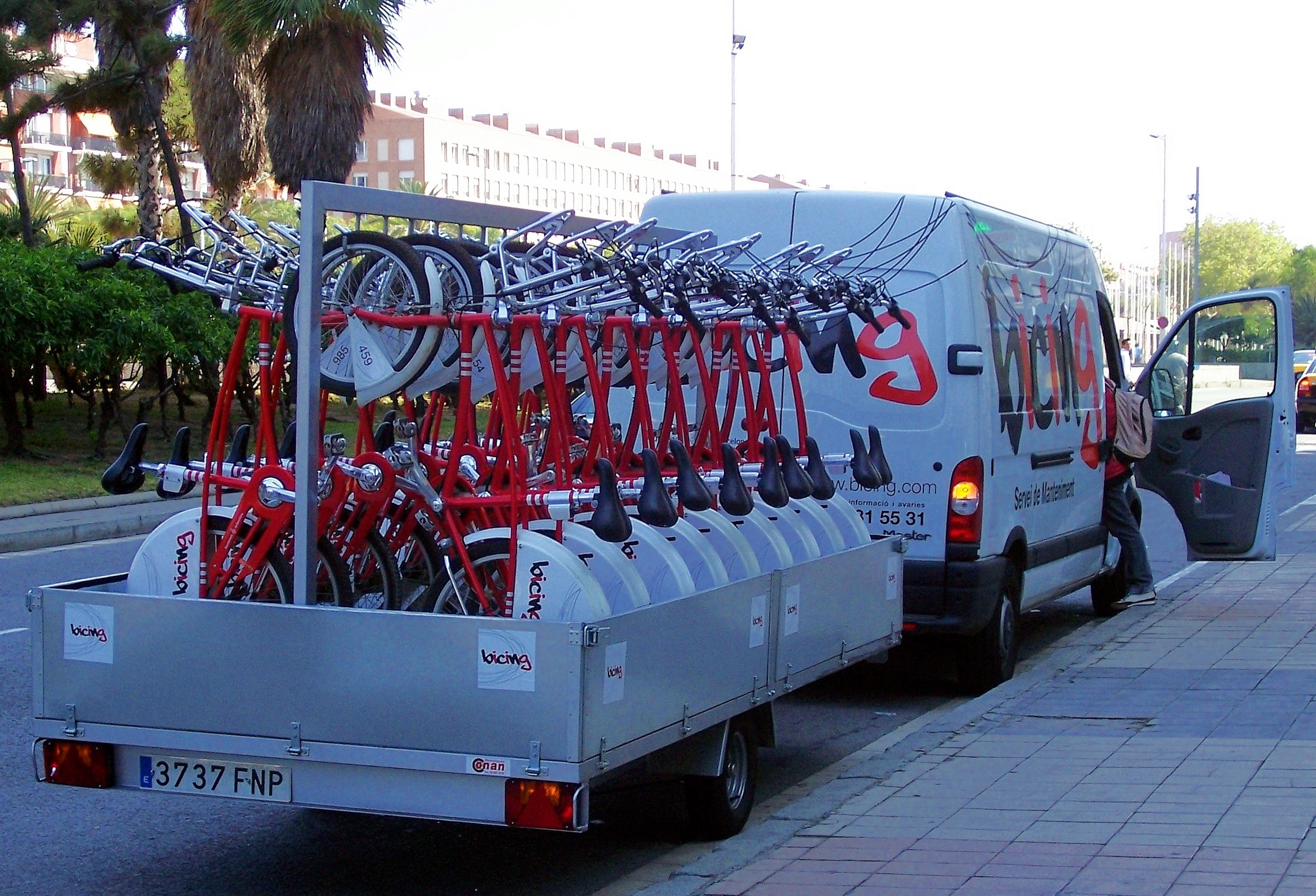
Převoz kol

Protože využití systému není rovnoměrné, musí být občas kola mezi stanovišti převážena speciálními nákladními vozy.
Uživatelské karty jsou rozesílány pouze na adresy v Katalánsku, což má zabránit tomu, aby systém využívali turisté. Toto omezení si vynutily místní komerční půjčovny, stejně jako podmínku, že mezi výpůjčkami kol jedním uživatelem musí být desetiminutová pauza.
Systém je placen zejména z příjmů z parkování.